# Motown

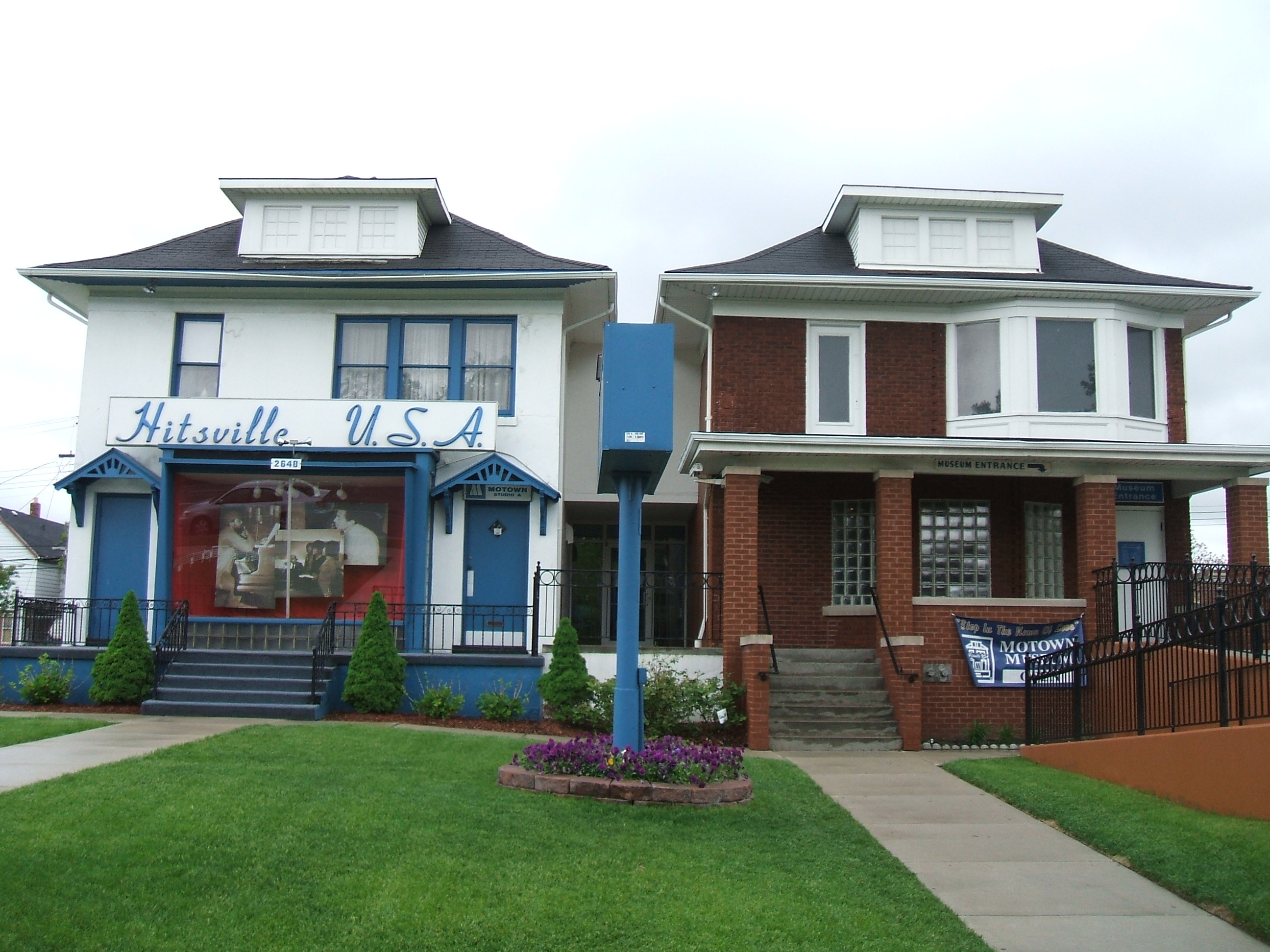
Hitsville USA: de Motownstudio op 2648 West Grand Boulevard in Detroit (Michigan).

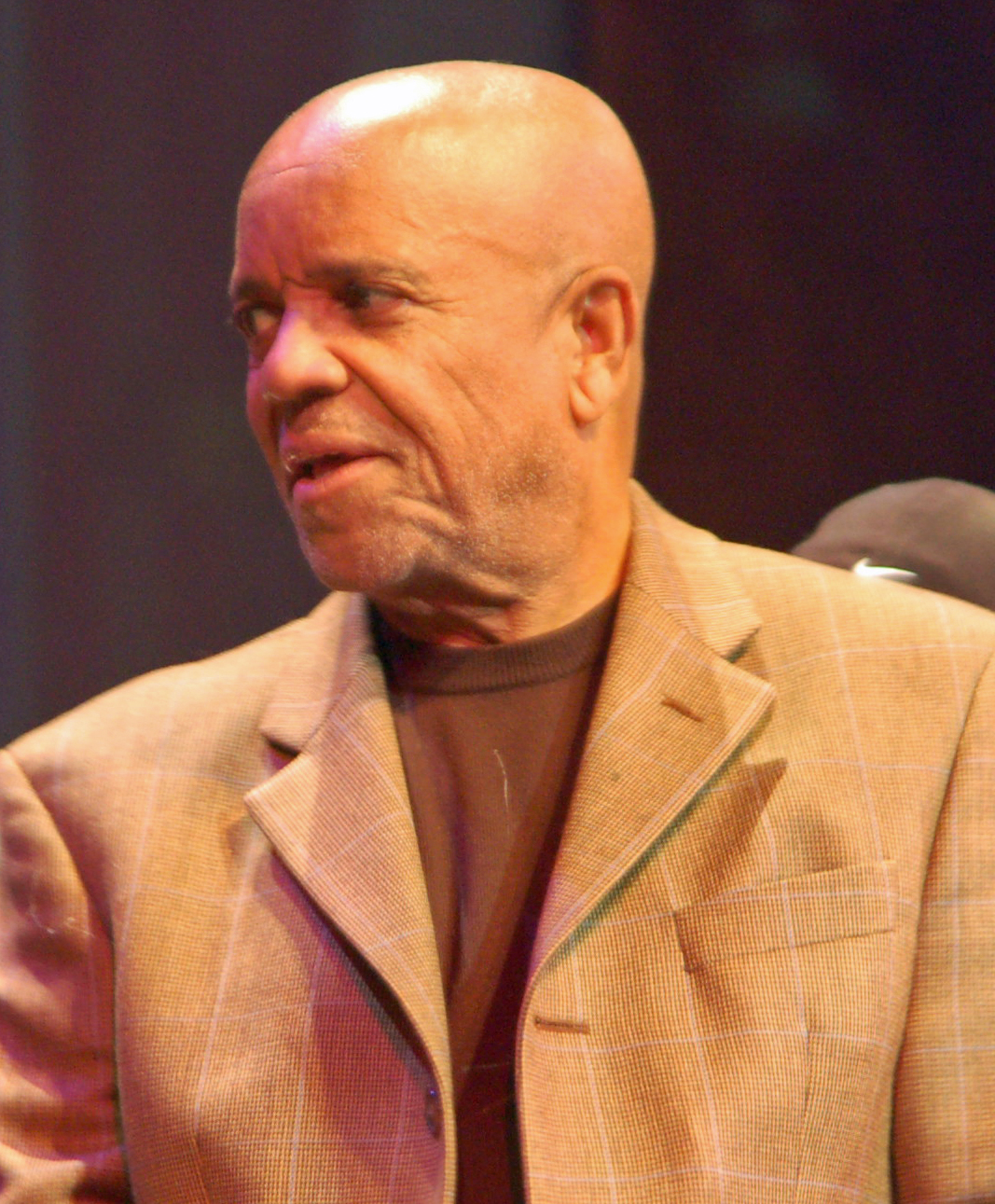
Berry Gordy (foto uit 2010)

Motown is een Amerikaanse platenmaatschappij die in 1959 werd opgericht door Berry Gordy Jr. in Detroit. De naam is een samentrekking van "Motor City", de bijnaam voor Detroit, en het woord "town". Onder de vele labels van Motown waren Motown Records en Tamla Records de bekendste. In Europa werden de platen veelal onder de naam Tamla-Motown uitgebracht. 
Zeker in de jaren zestig en zeventig was Motown meer dan een label. De muziek die er werd geproduceerd, door Gordy gelabeld als "The sound of young America", vormde de eerste basis voor de doorbraak van Afro-Amerikaanse populaire muziek naar een blank publiek. De muziek heeft een kenmerkend geluid, doordat een vaste groep componisten en producers voor de vormgeving zorgde en voor vrijwel alle opnames dezelfde huisband The Funk Brothers gebruikt werd, met achtergrondzang van The Andantes en hun mannelijke tegenhangers The Originals.
Motown bracht veel grote sterren voort, van wie Diana Ross (& The Supremes), Michael Jackson (& The Jackson 5), Stevie Wonder, Marvin Gaye, Smokey Robinson (& The Miracles), The Four Tops, The Temptations, Martha & The Vandellas en Lionel Richie de grootste bekendheid genieten, ook in Europa. Ook Gladys Knight & the Pips, Edwin Starr en The Isley Brothers, die ook op andere labels succesvol zijn geweest, profiteerden in hun Motownperiode van de mogelijkheden die dit label bood op het gebied van liedjesschrijven, platenproductie en promotie. Er waren ook artiesten die Motown teleurgesteld de rug toekeerden, onder wie Mary Wells, Brenda Holloway en Kim Weston, maar hun verdere carrières waren minder succesvol dan toen ze bij Motown onder contract stonden.
Motown begon als een familiebedrijf, maar werd in 1988 verkocht aan MCA Records, waarna het nog enkele malen van eigenaar verwisselde. Tegenwoordig maakt Motown deel uit van The Island Def Jam Motown Music Group, dat zelf weer een onderdeel is van de Universal Music Group.
Nederlandse artiesten van wie Motown enkele platen in de VS heeft uitgebracht waren The Honest Men en The Cats. Sinds 2009 is de Nederlander Waylon door Universal ondergebracht bij het onderdeel Motown.

## Geschiedenis

### De beginjaren (1959-1963)
De start van Motown begon bij de oprichting van het platenlabel Tamla door Berry Gordy. Gordy probeerde, na banen als prijsvechter en lopendebandwerker in de auto-industrie, als liedjesschrijver en producer een bestaan op te bouwen. Hij sloeg een aanbod van twee van zijn zussen af om deel te nemen in een gezamenlijke onderneming, vooral omdat hij eigen baas wilde zijn. Na enkele successen als tekstschrijver (onder andere Reet petite van Jackie Wilson) produceerde hij voor The Miracles hun eerste nummer Got a Job. Het nummer werd een bescheiden succes, maar toen Gordy ontdekte dat hij er aan royalty's slechts 3,19 dollar aan overhield, besloot hij een eigen label op te richten. Met onder andere een lening van 800 dollar uit het familiefonds startte hij op 12 januari 1959 het Tamla-label. De naam was afgeleid van Debby Reynolds' liedje Tammy's in Love uit de film Tammy and the Bachelor. In eerste instantie wilde Gordy de naam "Tammy Records" gebruiken, maar toen hij erachter kwam dat er al een "Tammie Records" bestond, koos hij voor Tamla.
In september 1959 richtte Gordy het Motown-label op. Motown is een samentrekking van "Motor City", de bijnaam voor Detroit, en het woord "town". Bad Girl van The Matadors, die op aandrang van Gordy hun naam hiervoor veranderden in The Miracles, werd als eerste single onder dit label uitgebracht. De eerste echte hits van Motown werden Money (That's What I Want) van Barrett Strong en Shop Around van The Miracles.
Eveneens in 1959 verhuisde Gordy naar 2648 West Grand Boulevard. Dit huis (zie ook bijgaande foto) werd niet alleen de woning van de familie Gordy, maar de aanwezige fotostudio en de garage werden omgebouwd tot opnamestudio en huisvesting van Motown. Gordy doopte het huis Hitsville USA en bracht er ook de slogan aan die hij nog jaren zou voeren: "The sound of young America".
In de nieuwe huisvesting begon Motown te groeien. Onder de eerste nummers die werden uitgebracht, waren Shop Around van The Miracles, My guy van Mary Wells en Do You Love Me van The Contours. Ook werden de eerste platen uitgebracht van artiesten als Stevie Wonder en The Supremes, die echter vooralsnog minder succesvol waren.

### De bloeiperiode (1964-1971)
Dat laatste veranderde snel toen The Supremes onder hoede kwamen van het productieteam Holland-Dozier-Holland (H-D-H), bestaande uit de broers Brian en Eddie Holland en Lamont Dozier. Zij waren het die in de jaren vanaf 1964 als geen ander het Motown-geluid vormden. Het waren de gevestigde namen die voor de successen zorgden en die in het midden van de jaren zestig ook trouw bleven aan Motown. De topzangeressen Mary Wells, Brenda Holloway en Kim Weston vertrokken met ruzie, maar daartegenover stonden nieuwe ontdekkingen als Stevie Wonder en Tammi Terrell, die een succesvolle zangpartner werd van Marvin Gaye. Aan het eind van de jaren zestig deed Motown ook een gouden greep door de lancering van de Jackson 5.
Where Did Our Love Go was de eerste nummer 1-hit voor The Supremes en het bleek de eerste te zijn uit een serie van vijf opeenvolgende Amerikaanse nummer 1-noteringen. Ook andere artiesten haalden in de volgende jaren de Amerikaanse top van de singleverkoop, maar The Supremes waren veruit het meest succesvol, zoals blijkt uit onderstaand staatje:
| Artiest/groep                  | 1961 | 1962 | 1963 | 1964 | 1965 | 1966 | 1967 | 1968 | 1969 | 1970 | 1971 | 1972 | Totaal |
| ------------------------------ | ---- | ---- | ---- | ---- | ---- | ---- | ---- | ---- | ---- | ---- | ---- | ---- | ------ |
| The Supremes                   |      |      |      | 3    | 3    | 2    | 2    | 1    | 1    |      |      |      | 12     |
| The Temptations                |      |      |      |      | 1    |      |      |      | 1    |      | 1    | 1    | 4      |
| The Jackson 5                  |      |      |      |      |      |      |      |      | 3    | 1    |      |      | 4      |
| The Marvelettes                | 1    |      |      |      |      |      |      |      |      |      |      |      | 1      |
| Stevie Wonder                  |      |      | 1    |      |      |      |      |      |      |      |      |      | 1      |
| Mary Wells                     |      |      |      | 1    |      |      |      |      |      |      |      |      | 1      |
| Four Tops                      |      |      |      |      | 1    |      |      |      |      |      |      |      | 1      |
| Marvin Gaye                    |      |      |      |      |      |      |      | 1    |      |      |      |      | 1      |
| Diana Ross                     |      |      |      |      |      |      |      |      |      | 1    |      |      | 1      |
| Smokey Robinson & the Miracles |      |      |      |      |      |      |      |      |      | 1    |      |      | 1      |
| Michael Jackson                |      |      |      |      |      |      |      |      |      |      |      | 1    | 1      |

Berry Gordy bleef de stuwende kracht achter het succes van Motown en werd ook als zodanig erkend. Hij ontving in 1965 de "Small Businessman of the Year Award" van de burgemeester van Detroit: Motown had de omzet zien groeien van $ 4,5 miljoen in 1963 via $ 10 miljoen in 1964 naar $ 15 miljoen in 1965. Achter de hierboven genoemde artiesten stonden de ijzersterke liedjesschrijver-producercombinaties die zorgden voor een continue stroom van nieuw materiaal. De composities van Holland-Dozier-Holland en Smokey Robinson leidden tot grote hits, maar ook Harvey Fuqua, Johnny Bristol, William "Mickey" Stevenson, William Weatherspoon en later Norman Whitfield en Ashford & Simpson leverden belangrijke bijdragen aan het succes.
Bijna alle opnamen waren gebaseerd op instrumentale mastertapes, waarvoor Gordy de beste jazzmusici van Detroit had aangeworven. Deze groep sessiemuzikanten, die zich The Funk Brothers noemde, speelde de nummers in. Het vocale aandeel werd pas later ingezongen door de sterren als The Supremes, The Four Tops, Marvin Gaye, Stevie Wonder en anderen. Als achtergrondkoortjes werden drie zangeressen, The Andantes ingezet, en hun mannelijke tegenhangers The Spinners en iets later The Originals. Dit gebeurde anoniem. Geen van deze groepen werd in de credits vermeld, maar ze zijn op talloze Motown-opnamen te horen. Door deze eenheid van uitvoerenden ontstond de typische Motown-sound. Om die te bewaken werd The Funk Brothers ten strengste verboden om zelfstandig op te treden of voor andere producenten te werken. Dat deden ze overigens wel, zodat Gordy hen liet schaduwen door privédetectives.
In 1967 werd het gebouw op West Grand Boulevard te klein en verhuisde het hoofdkantoor van Motown naar het Donovan-gebouw in het centrum van Detroit. Voor sommigen markeerde deze verhuizing het einde van het oorspronkelijke Motown, getuige bijvoorbeeld de uitspraak van The Temptations-zanger Paul Williams: "Hitsville eindigde aan het eind van de jaren zestig".
Feit is dat ondanks de successen niet alles soepel verliep. De reden waarom zangeressen als Mary Wells, Brenda Holloway en Kim Weston vertrokken, was ruzie over contracten en royalty's. Alle drie deden Motown met succes een proces aan. Ook toonaangevende producers en liedjesschrijvers gingen weg. William "Mickey" Stevenson, die getrouwd was met Kim Weston, vertrok samen met haar in 1967. Het trio Holland-Dozier-Holland was ontevreden over royalty's en over het gebrek aan artistieke vrijheid binnen Motown. Zij keerden het label begin 1968 de rug toe, namen liedjesschrijver William Weatherspoon mee en begonnen hun eigen labels Invictus en Hot Wax. Zij bleven tot 1977 verwikkeld in rechtszaken tegen Motown over royalty's.
Door het verlies van deze gezichtsbepalende hitmakers had Motown moeite om geschikt muziekmateriaal voor de artiesten te vinden. Deels werd daarin voorzien door de komst van het duo Nickolas Ashford en Valerie Simpson en door de vorming van componistenteams als The Clan en The Corporation. Ook ging het niet met alle artiesten goed. Er waren interne strubbelingen binnen The Temptations, die onder andere leidden tot het vertrek van zanger David Ruffin. Ook Marvin Gaye maakte een moeilijke periode door na het overlijden van zijn duo-partner Tammi Terrell, die op 24-jarige leeftijd bezweek aan een hersentumor. Jaren later maakte Gaye bekend dat Terrell bij het opnemen van haar laatste album met Gaye zo ziek was dat Valerie Simpson een deel van de opnames voor haar rekening nam. Simpson zelf heeft dit overigens met klem tegengesproken.
Het belangrijkste was het uiteenvallen van The Supremes. In 1967 werd Florence Ballard vervangen door Cindy Birdsong en veranderde Gordy de naam in Diana Ross and the Supremes. Het was een eerste stap naar een verdere solocarrière voor Diana Ross, die echt vorm kreeg toen zij in 1970 The Supremes verliet. Aan de opnamen van Diana Ross and the Supremes waren vaak toch al geen andere Supremes meer te pas gekomen. Zij waren dan vervangen door The Andantes, die ook regelmatig de plaats innamen van The Vandellas rond Martha Reeves en die het laatste Marvelettes-album rond Wanda Young voor hun rekening namen. De aandacht van Gordy voor Diana Ross, die jarenlang zijn minnares was en van wier oudste dochter hij later de vader bleek te zijn, leidde op geregelde tijden toch al tot wrijving bij andere Motown-artiesten, die zich achtergesteld voelden. Vooral de met ruzie vertrokken Mary Wells en Brenda Holloway, maar ook Gladys Knight in haar autobiografie hebben zich hierover scherp uitgelaten.
Met name in de hoogtijdagen werden Motown en Gordy herhaaldelijk publiekelijk verdacht van contacten met de georganiseerde misdaad, maar er werd nooit bewezen dat zaken wettelijk gezien niet door de beugel konden. Gordy zei later dat, hoewel hij onschuldig was, "het echt geen pretje was om door de FBI op het matje te worden geroepen".
Rond 1970 leek Motown de tijdgeest te verstaan in de liedjes politieke onderwerpen toe te staan, wat tot dan toe taboe was geweest. Zo hebben War en Stop The War Now van Edwin Starr en het overigens weinig succesvolle I Should Be Proud van Martha Reeves & The Vandellas de Vietnamoorlog als onderwerp en komt in Ball Of Confusion (That's What The World Is Now) van The Temptations de rassensegregatie ter sprake. Zowel Smokey Robinson als Marvin Gaye nam het lied Abraham, Martin & John op. De laatstgenoemde toonde zijn maatschappelijke betrokkenheid ook met het baanbrekende album What's Going On, dat overigens pas werd uitgebracht nadat Berry Gordy lang had geprobeerd het tegen te houden. Dit is ook het enige album waarop de bijdragen van The Funk Brothers, essentieel voor vrijwel alle Motown-muziek, voluit in de credits worden vermeld.

### Naar Californië (1971-1988)
In 1971 verplaatste Berry Gordy vrij abrupt zijn activititeiten vanuit Detroit naar Los Angeles. Voor velen betekende dat een verandering, voor sommigen zoals The Funk Brothers en The Andantes zelfs het einde van hun relatie met Motown. Er bleven wel activiteiten (en familieleden van Gordy) achter in Detroit, maar de focus lag toch in Californië.
De verhuizing gaf Gordy de mogelijkheid een nieuwe tak aan Motown toe te voegen: film. Zijn eerste productie was Lady Sings the Blues, een verfilming van de biografie van Billie Holiday met Diana Ross in de hoofdrol. De film werd een succes en leverde Ross een Oscarnominatie op. Andere films volgden, maar waren minder succesvol. Zo was de musicalverfilming The Wiz uit 1978, waarin naast Richard Pryor de Motown-sterren Diana Ross en Michael Jackson de hoofdrollen voor hun rekening namen, zowel artistiek als commercieel een flop.
Op het muzikale front waren er minder successen, omdat de sterren uit de jaren zestig minder platen verkochten, en bovendien enkele gezichtsbepalende artiesten het Motown-label verlieten: Marvin Gaye, Diana Ross, Michael Jackson en Stevie Wonder. De laatstgenoemde kwam na twee jaar in 1973 terug en sloot een nieuw contract, waarin hij voor zichzelf een veel grotere artistieke vrijheid binnen Motown wist te bedingen en niet meer afhankelijk was van de platenbazen. In de jaren zeventig kende hij grote successen en won drie keer een Grammy Award voor het beste album van het jaar.
Naast de vertrekkers waren er ook nieuwkomers die Motown weer successen wisten te brengen: de Commodores, waarvan frontman Lionel Richie ook solo zeer succesvol was, Rick James, DeBarge en Teena Marie.
In mei 1983 besloot Gordy de landelijke distributie van Motown in handen te geven van MCA, in plaats van door te gaan met 15 of 20 kleinere bedrijven. Door deze deal gingen beide bedrijven nauwer samenwerken. Toch bleven de zaken moeizaam gaan voor Motown, dat moeite had om aan te sluiten bij nieuwe trends zoals het ondersteunen van de muziekverkoop door videoclips. Hierdoor gedwongen leek verkoop een reële optie en was MCA een serieuze kandidaat. Het kwam tot werkelijke onderhandelingen en eind 1986 leek een overeenstemming niet ver weg. Een belangrijke factor was Stevie Wonder, omdat in diens contract stond opgenomen dat Motown niet zonder zijn toestemming verkocht mocht worden. Gordy wist Wonder echter over te halen in zee te gaan met MCA, maar vlak voor de deadline van 31 december 1986 (vanwege een te behalen belastingvoordeel) cancelde hij alsnog de deal.
Het bleek slechts uitstel van executie. In de jaren die volgden lukte het niet om Motown op verantwoorde wijze zelfstandig voort te laten bestaan. Nieuwe onderhandelingen met MCA volgden, waarbij ook de financiële investeringsgroep Boston Ventures een belangrijke rol speelde. Op 29 juni 1988 bracht Berry Gordy een persbericht uit, dat als volgt begon: "Na er twee jaar diep over te hebben nagedacht, het grondig te hebben bestudeerd, onderzocht en nog eens onderzocht, en na overleg te hebben gepleegd met diverse potentiële kopers, heb ik besloten om Motown Records te verkopen aan MCA, Inc." Hiermee kwam een einde aan de zelfstandigheid van Motown. Gordy ontving 61 miljoen dollar voor het bedrijf dat hij met 800 dollar was begonnen.

### Niet meer zelfstandig (1989-heden)
MCA benoemde Jheryl Busby als directeur van Motown, iemand met meer marketing- dan managementervaring. Ondanks de terugkeer van Diana Ross bleven successen uit. Busby kwam in conflict met MCA en sloot een distributiedeal met het Nederlandse bedrijf Polygram. Na verder conflicten verkocht Boston Ventures Motown in 1993 aan Polydor. De successen bleven nog steeds uit, ook nadat Busby vervangen was door de 34-jarige Andre Harrell.
Toen Motown in juni 1998 veertig jaar bestond, werd dat gevierd met een gala waarop vrijwel alle belangrijke Motown-sterren ontbraken. Zes maanden later werd PolyGram opgekocht door Seagram, dat alle muziekdivisies samenvoegde en met de Universal Music Group de grootste platenmaatschappij ter wereld vormde.
Ondanks het geringe succes bleef de naam Motown bestaan, en in 2005 werd Motown ondergebracht in Universal Motown Records onder leiding van Sylvia Rhone. In Nederland kwam Motown in 2009 nog even in de publiciteit toen het Waylon contracteerde als eerste Nederlandse artiest ooit. In de zomer van 2011 werd het oorspronkelijke Motown-merk verder nieuw leven ingeblazen en werd het ondergebracht onder wat nu The Island Def Jam Motown Music Group heet.

## Motown-geluid

### Achtergrond en werkwijze
Bij het ontwikkelen van het Motown-geluid heeft Berry Gordy altijd voor ogen gehad dat hij muziek moest maken die gestoeld was op een basis die nog teruggreep op de wortels van de zwarte bluesmuzikanten, maar die zo moest zijn aangepast dat hij acceptabel was voor de (veel grotere) markt van mainstream-popmuziekliefhebbers.
Het geluid van Motown klinkt daarom ook gepolijster dan dat van andere soullabels in de jaren zestig, zoals bijvoorbeeld het Stax-label. Toch was Gordy wel van mening dat het uiteindelijke resultaat een afspiegeling was van de achtergrond waar de Motown-medewerkers vandaan kwamen. Zelf vatte hij het ooit samen in zes woorden: "rats, roaches, struggle, talent, guts and love" ("ratten, kakkerlakken, worsteling, talent, moed en liefde").
Naast die achtergrond was ook de werkwijze een belangrijke reden van het consistente Motown-geluid. Het was een platenmaatschappij die als een fabriek werd gerund, iets dat Gordy had overgehouden aan zijn werkzaamheden in die sector. Bij Motown werkten componisten en tekstschrijvers in wisselende teams samen en werden de resultaten verdeeld over de artiesten die het best bij een bepaald nummer leken te passen. Nummers werden ook vaak door verschillende artiesten opgenomen. Zo was I Heard It through the Grapevine een hit voor zowel Marvin Gaye als Gladys Knight & the Pips, maar werd het ook door Bobby Taylor and the Vancouvers, Martha & The Vandellas, The Temptations en The Undisputed Truth op de plaat gezet.
Verder waren naast de artiesten, aan wier naam een nummer werd opgehangen, ook de meespelende bandleden buitengewoon belangrijk. Zij vormden de band The Funk Brothers die in wisselende samenstelling bijdroeg aan vrijwel alle Motown-opnames. Volgens eigen zeggen speelden de bandleden op meer nummer 1-hits dan The Beach Boys, The Rolling Stones, Elvis en The Beatles tezamen. Ook de achtergrondzang werd door steeds dezelfde groepjes verzorgd: The Andantes (vrouwen) en The Originals (mannen).
Het fabrieksmatige karakter kwam ook tot uiting in de werkwijze waarop singles tot stand kwamen. Alle opgenomen nummers werden beoordeeld door de kwaliteitsafdeling, die oorspronkelijk werd gevormd onder leiding van Billie Jean Brown. Die nummers die de eerste toets doorstonden, werden dan gepresenteerd in een vrijdagmorgenvergadering waarin door de producenten gezamenlijk beslist werd welke nummers werkelijk uitgebracht werden. Volgens Gordy golden er in die vergaderingen drie harde regels:
1. Geen enkele producer kan meestemmen over zijn eigen plaat
2. Alleen Berry Gordy heeft vetorecht
3. Iedereen die 5 minuten te laat is komt er niet meer in

In zijn streven naar perfectie ging Gordy zelfs zo ver dat hij op een gegeven moment een memo verspreidde met de opdracht dat "alle artiesten alleen nog op zijn minst Top Tien-materiaal uitbrengen", met voor The Supremes nog de aanvulling "... brengen we van hen alleen nog nummer 1-platen uit".

### Artiesten
De bekendste artiesten die hebben opgenomen voor Motown zijn:
| Soloartiesten - Blinky (Sondra Williams) - G.C. Cameron - Marvin Gaye - Johnny Gill - Eddie Holland - Brenda Holloway - Thelma Houston - Chuck Jackson - Michael Jackson - Rick James - Marv Johnson - Gladys Knight - Shorty Long - Barbara Randolph - Lionel Richie - Smokey Robinson - Diana Ross - David Ruffin - Jimmy Ruffin - Edwin Starr - R. Dean Taylor - Teena Marie - Tammi Terrell - Mary Wells - Waylon (voor Universal Motown Records) - Kim Weston - Shanice Wilson (voor Universal Motown Records) - Stevie Wonder - Syreeta Wright | Groepen - Blaze - Bobby Taylor & the Vancouvers - Boyz II Men - Commodores - The Contours - DeBarge - The Elgins - The Four Seasons - Four Tops - Gladys Knight & the Pips - The Isley Brothers - The Jackson 5 - Junior Walker & the All Stars - Martha & The Vandellas - The Marvelettes - The Miracles - The Originals - The Spinners - The Supremes - The Temptations - The Undisputed Truth - The Velvelettes | Duo's - Ashford & Simpson - G.C. Cameron & Syreeta Wright - Marvin Gaye & Diana Ross - Marvin Gaye & Kim Weston - Marvin Gaye & Tammi Terrell - Billy Preston & Syreeta Wright - Edwin Starr & Blinky | Sessiemuzikanten - The Andantes - The Funk Brothers | Producers en liedjesschrijvers - Ashford & Simpson - Johnny Bristol - "The Clan" - "The Corporation" - Hal Davis - Harvey Fuqua - Ivy Jo Hunter - Brian Holland, Lamont Dozier, Eddie Holland (HDH) - Sylvia Moy - Smokey Robinson - William "Mickey" Stevenson - Barrett Strong - William Weatherspoon - Norman Whitfield |

## Recordlabel(s)[7]

### Hoofdlabels
- Motown Records: Opgericht in 1960, Motown is en blijft het belangrijkste label voor mainstream r&b-/soul-muziek (en, tegenwoordig ook hiphop muziek). Het nummersysteem van het label wordt in 1982 gecombineerd met dat voor Tamla en Gordy, en het label (en het bedrijf) wordt opgekocht door MCA in 1988. Belangrijke Motownartiesten zijn onder andere Mary Wells, The Supremes, Four Tops, The Jackson 5, Boyz II Men, Commodores en Erykah Badu. Motown Records' bekendste slogan is: "The Sound of Young America."
- Tamla Records: Opgericht in 1959 is Tamla een primair label voor mainstream r&b-/soul-muziek. Tamla is feitelijk het oorspronkelijke bedrijfslabel: Gordy richtte Tamla Records op, enkele maanden voordat hij Motown Record Corporation begon. Het nummer systeem van het label wordt in 1982 gecombineerd met dat voor Motown en Gordy en het label wordt in 1988 samengevoegd met Motown. Belangrijke Tamla artiesten zijn onder andere Smokey Robinson & the Miracles, Marvin Gaye, Stevie Wonder en The Marvelettes. Tamla Records' slogan luidt: "The Sound that Makes the World Go 'Round."
- Gordy Records: Opgericht in 1962 is ook Gordy een primair label voor mainstream r&b-/soul-muziek. Oorspronkelijk bekend als Miracle Records (slogan: "If It's a Hit, It's a Miracle"), wordt de naam in 1962 veranderd om verwarring te voorkomen met de groep The Miracles. Het nummer systeem van het label wordt in 1982 gecombineerd met dat voor Motown en Tamla en het label wordt in 1988 samengevoegd met Motown. Belangrijke Gordy artiesten zijn onder andere The Temptations, Martha and the Vandellas, The Contours, Edwin Starr, Rick James, The Mary Jane Girls, Teena Marie en DeBarge. Gordy Records' slogan: "It's What's in the Grooves that Counts"
- Tamla-Motown Records: Motowns Britse label, opgericht in maart 1965.[8] Tamla-Motown wordt gedistribueerd door EMI en gebruikt releases van de Amerikaanse Motownlabels, maar hanteert een eigen nummersysteem. In sommige gevallen geeft Tamla-Motown singles en albums uit van Motownartiesten die niet in de VS worden uitgebracht (bijvoorbeeld de single "I Second That Emotion" in de versie van Diana Ross & the Supremes met The Temptations). Ook worden albums soms onder een andere titel uitgebracht (bijvoorbeeld het Supremes album "A bit of Liverpool" heette in het Verenigd Koninkrijk  "The Supremes: With Love, From Us To You" .[3]

### Secondaire r&b-labels
- Check-Mate Records: bestaat slechts kort(1961–1962) en is een r&b-/soul-label, aangekocht van Chess Records. Belangrijkste artiesten waren David Ruffin en The Del-Phis (later Martha and the Vandellas).
- Miracle Records: bestaat slechts kort (1961). Het is een r&b-/soul-label dat korter dan een jaar bestond en berucht was om de reclameslogan "If it's a hit, it's a Miracle." Beëindigd en gereorganiseerd als Gordy Records in 1962. Het label voert onder andere enkele vroege nummers van Jimmy Ruffin en The Temptations).
- MoWest Records: MoWest is kortstondig (1971–1973) een r&b-/soul-label voor artiesten aan de westkust van de VS. Gesloten toen het hoofdkantoor van Motown naar Los Angeles verhuisde. Belangrijke artiesten waren G.C. Cameron, The Sisters Love, Syreeta Wright, The Four Seasons, Commodores (hun eerste twee singles in 1972 en 1973) en Los Angeles DJ Tom Clay.
- Motown Yesteryear: een label dat in de late jaren 70 en vroege jaren 80 7 inchsingles uitgeeft, gebaseerd op de gehele bedrijfsgeschiedenis.[9] Slechts 1 Motown Yesteryear single haalt Billboard's Top 40 - The Contours' "Do You Love Me", in 1988 toen het werd gebruikt in de film Dirty Dancing.
- Soul Records: Opgericht in 1964. Soul is een r&b-/soul-label voor releases die minder op pop en meer op traditionele soul/blues zijn gericht. Bekende artiesten zijn Jr. Walker & the All-Stars, Shorty Long, Gladys Knight & the Pips en Jimmy Ruffin. Het label verdwijnt in 1978.
- V.I.P. Records: Opgericht in 1964. V.I.P. is een r&b-/soul-label. Bekende artiesten zijn The Velvelettes, The Spinners, The Monitors, The Elgins en Chris Clark. Het label verdwijnt in 1974.
- Weed Records: Een label met een heel kort bestaan. Slechts 1 release, Chris Clarks album CC Rides Again uit 1969, wordt uitgebracht. Deze release voert de slogan "Your Favorite Artists Are On Weed." De naam "Weed Records" is tegenwoordig eigendom van het in Tokyo-New York gevestigde bedrijf Weed Records.

### Overige genrelabels

#### Country
- Mel-o-dy Records: Opgericht in 1962 als een secondair r&b-/soul-muzieklabel. Mel-o-dy richt zich later op blanke countryartiesten. Een bekende Mel-o-dy artiest is Dorsey Burnette. Het label verdwijnt in 1965.
- Hitsville Records: Opgericht als Melodyland Records in 1974, maar in 1976 wordt de naam gewijzigd in Hitsville. Net als eerder Mel-o-dy richt Hitsville zich op countrymuziek. Het wordt geleid door Mike Curb en Ray Ruff. Hitsville heeft onder andere Pat Boone en T. G. Sheppard onder contract. Het label verdwijnt in 1967.[10]

De Mel-o-dy- en Hitsville-catalogi worden nu beheerd door Universal Music Group Nashville.

#### Hiphop/rap
- Wondirection Records: Een recordlabel dat eigendom is van Stevie Wonder. Het heeft één 12 inch-dancerelease, de 10'-35"-raptrack "The Crown" door Gary Byrd and the GB Experience.
- Mad Sounds Recordings: Kortstondig hiphop-/rap-label, dat vijf albums uitbrengt in de jaren 90, waaronder Zig Zag door Tha Mexakinz.[11]

#### Jazz
- Workshop Jazz Records: Motowns jazzlabel, actief van 1962 tot 1964. Bekende Workshop Jazzartiesten zijn onder andere het George Bohannon Trio en de Four Tops (hun opnames voor dit label bleven 30 jaar op plank liggen). De Workshop Jazzcatalogus wordt tegenwoordig beheerd door Verve Records.
- Mo Jazz Records: Nog een jazzlabel opgericht in de jaren 90. Bekende artiesten zijn Norman Brown, Foley en J. Spencer. Dit label (inclusief catalogus) is samengevoegd met Verve Records na de fusie met PolyGram/Universal.

#### Rock
- Rare Earth Records: Opgericht in 1969 nadat Rare Earth (naar wie het label was genoemd) was gecontracteerd. Rare Earth Records was een label dat zich richtte op blanke rockmuziek. Bekende namen waren Rare Earth, R. Dean Taylor, The Pretty Things, Stoney & Meatloaf, Toe Fat en Shaun Murphy. The Cats is de enige Nederlandse band die een single en een album uitbrengt op dit bekende Amerikaanse label. Het label contracteert ook de eerste blanke band die ooit bij Motown tekent: The Rustix.
- Prodigal Records: Aangekocht door Motown in 1974. Motown gebruikt Prodigal Records als een tweede rocklabel; een zusterlabel voor Rare Earth Records. Rare Earth (de band) komt over wanneer het Rare Earth-label wordt opgeheven. Prodigal verdwijnt in 1978.
- Morocco Records: Morocco staat voor "MOtown ROCk COmpany," Zoals de naam aangeeft, is Morocco een rocklabel. Het is actief van 1983 tot 1984 en is een kortstondige poging om het Rare Earth Records-concept te doen herleven. Slechts zeven albums worden uitgebracht op het label. De meest veelbelovende acts zijn Duke Jupiter en het zwarte New Wave trio Tiggi Clay (via hun zanger, Fizzy Qwick) die uiteindelijk naar het moederlabel verhuizen.

#### Overig
- Divinity Records: Kortstondig (1961–1963) gospellabel.
- Black Forum Records: Een label dat zich vooral richt op het gesproken woord met albums met progressieve en burgerrechten toespraken en poëzie. Black Forum geeft opnames uit van dr. Martin Luther King, Jr., Stokely Carmichael, Elaine Brown en anderen tussen 1970 en 1973.
- Natural Resouces Records: Dit label is actief in 1972-1973 en in 1976 als een klein label voor blanke artiesten en instrumentale muziek. Het wordt ook nog gebruikt voor heruitgaven van Motown, Tamla en voor Motowncompilaties in 1978 en 1979.
- Motown Latino Records: Kortstondig (1982) label voor Spaanse/Latijns-Amerikaanse muziek.
- Ocean Front Records: Catalogus afdeling, oorspronkelijk opgericht in de hoogtijdagen van het bedrijf, daarna gesloten in 1983, om in 1996 nog heropend te worden.

### Onafhankelijke labels waarvoor Motown de distributie doet
- Biv 10 Records: Een hiphop-/r&b-label dat is opgericht door Michael Bivins (Bell Biv DeVoe/New Edition). Het label is actief gedurende het grootste deel van de jaren 90. Hun catalogus bevat onder meer Another Bad Creation, Boyz II Men en 702.
- Chisa Records: Motown distribueert voor Chisa, een label dat eigendom is van Hugh Masekela, van 1969 tot 1972 (daarvoor was het label gedistribueerd door Vault Records).
- CTI Records: Motown distribueert voor CTI Records, een jazzlabel dat eigendom is van Creed Taylor, van 1974 tot 1975. CTI-onderdelen zijn onder andere Kudu Records, Three Brothers Records en Salvation Records.
- Three Brothers Records: Een kortstondig sublabel van CTI Records dat twee singlereleases kent. Het ene was een door Spike Jones beïnvloede groep, The Clams.[12]
- Ecology Records : Een zeer kortstondig label van Sammy Davis, Jr. dat door Motown wordt gedistribueerd. Enige release: single "In My Own Lifetime"/"I'll Begin Again" door Davis in 1971.
- Gull Records: Een Engels label dat nog steeds bestaat. Motown distribueert voor Gull in de VS in 1975. Gull heeft Judas Priest onder contract in 1975, maar hun lp Sad Wings of Destiny, die door Motown zou worden uitgebracht in de VS, komt pas op de markt nadat de Motown/Gull-overeenkomst was verlopen.
- Manticore Records: Een platenlabel dat was opgericht door de leden van de band Emerson, Lake & Palmer. Manticore geeft albums uit van ELP en enkele andere progressive-rockartiesten. Manticore wordt oorspronkelijk gedistribueerd in de VS door Atlantic Records tussen 1973 en 1975 maar stapt over naar Motown wanneer het label stopt in 1977.

### Britse (pre-Tmal-Motown-)labels
- London American Records: geeft Motownreleases uit van 1959 tot 1961
- Fontana Records: geeft Motownreleases uit van 1961 tot 1962
- Oriole Records: geeft Motownreleases uit van 1962 tot 1963
- Stateside Records: geeft Motownreleases uit van 1963 tot 1964

### Diverse labels die met Motown gelieerd zijn
- Rayber Records
- IPG Records
- Rich Records
- Summer Camp Records
- Inferno Records